# Castello di Klessheim
Il castello di Klessheim (in lingua tedesca Schloss Klessheim) è un palazzo barocco situato a 4 km a ovest di Salisburgo, nel comune austriaco di Wals-Siezenheim. Un tempo residenza estiva degli arcivescovi di Salisburgo, oggi la struttura ospita un casinò.

## Storia
Originariamente chiamato Kleshof, il castello si presentava come una piccola casa di campagna che venne acquistata nel 1690 dall'arcivescovo di Salisburgo, Johann Ernst von Thun. L'architetto Johann Bernhard Fischer von Erlach ebbe il compito di convertire lo stabile in un grande castello per la villeggiatura del principe-arcivescovo a partire dal 1700 ma dopo la morte del prelato nel 1709 il suo successore, Franz Anton von Harrach fermò i lavori per favorire la costruzione del castello di Mirabell. L'arcivescovo Leopold Anton von Firmian, che fece anche costruire il castello di Leopoldskron, terminò il castello di Klessheim, incluse le stanze interne e i giardini. Alla fine del XVIII secolo l'arcivescovo Hieronymus von Colloredo fece rifare il parco con uno stile all'inglese.
Dopo la secolarizzazione del principato arcivescovile di Salisburgo assieme alla dissoluzione del Sacro Romano Impero nel 1803, il castello di Klessheim passò alla dinastia degli Asburgo d'Austria. Nel 1866 divenne residenza permanente dell'arciduca Ludovico Vittorio d'Asburgo-Lorena (1842-1919), fratello minore dell'Imperatore Francesco Giuseppe d'Austria, il quale fece estendere ulteriormente il castello su progetto di Heinrich von Ferstel e qui morì nel 1919. I suoi eredi, successivamente, vendettero la struttura allo stato federale di Salisburgo.

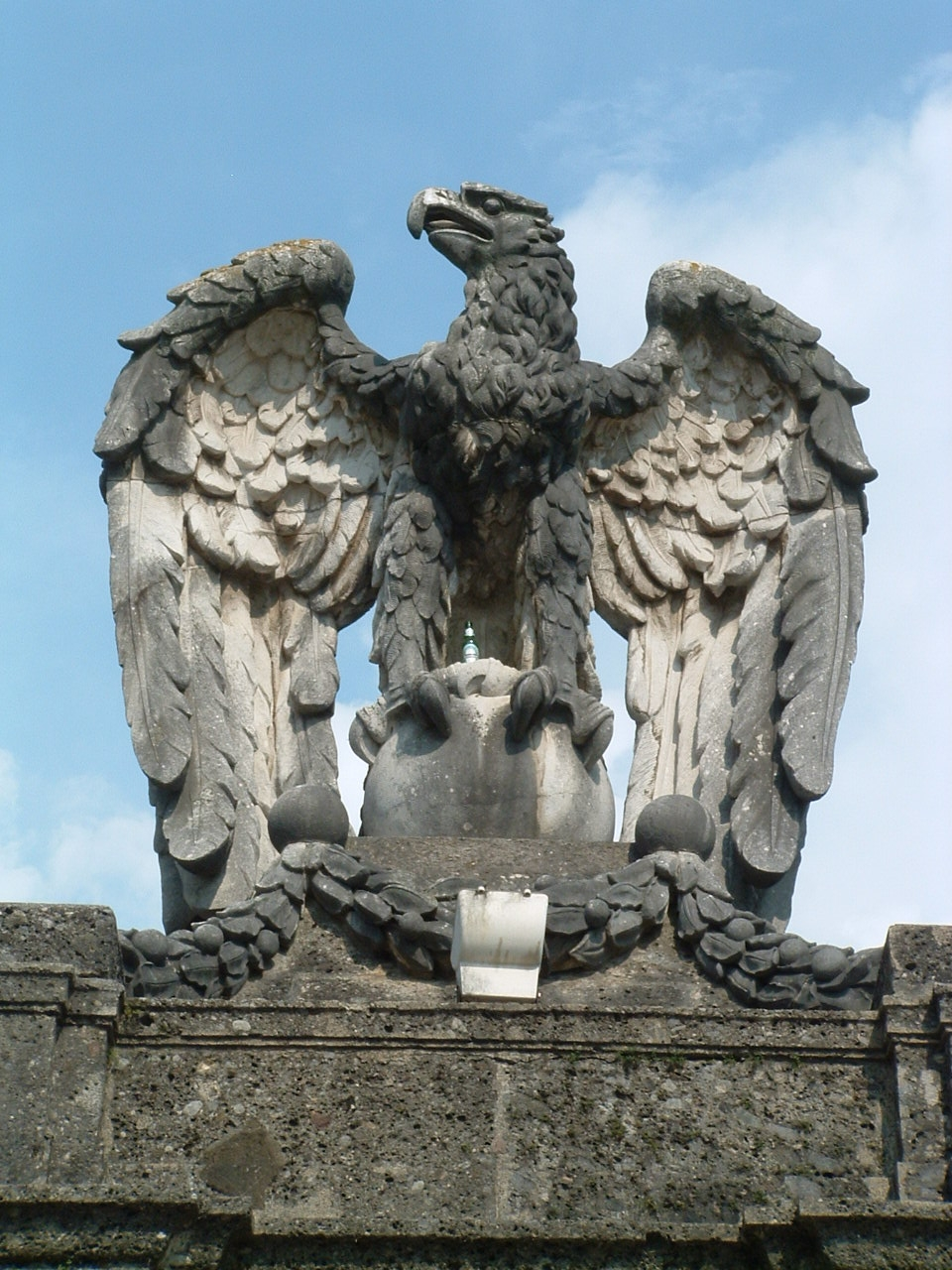
Aquila nazista aggiunta dopo l' Anschluss del 1938

Dopo l'Anschluss del 1938, Adolf Hitler, quando si recava alla sua residenza di Berghof (non lontano dal luogo in cui sorge il castello) era solito convocare nelle stanze del palazzo delle conferenze e ospitare personalità d'eccezione quali Benito Mussolini, Miklós Horthy, Ion Antonescu, Jozef Tiso e Ante Pavelić. Mentre Horthy soggiornava a Klessheim, Hitler il 19 marzo 1944 diede ordine segretamente di far iniziare l'Operation Margarethe per occupare l'Ungheria con l'intento di forzare la deportazione degli ebrei ungheresi nel campo di concentramento di Auschwitz. Fu durante l'occupazione nazista che il castello venne decorato con alcune statue realizzate in arenaria che ancora oggi rimangono a testimonianza di quell'epoca.
Dopo la guerra, il castello venne sottoposto ad un'attenta opera di restauro. Durante la Guerra Fredda il governo austriaco, rimasto neutrale al conflitto, ebbe modo di organizzare qui diverse conferenze con ospiti d'eccezione quale il presidente Richard Nixon il 20 maggio 1972. Dal 1993 la struttura è sede del casinò di Salisburgo.
Il castello appare anche nel film The Great Race del 1965 con Jack Lemmon, Tony Curtis e Peter Falk.